# David John Stevenson
David John Stevenson FRS (2 de setembro de 1948) é um professor de planetologia no Instituto de Tecnologia da Califórnia (Caltech). Natural da Nova Zelândia, obteve um Ph.D. em física na Universidade Cornell, propondo um modelo para o interior de Júpiter.
É conhecido por aplicar a mecânica dos fluidos e magnetoidrodinâmica para o entendimento da estrutura interna e evolução do planetas e satélites naturais. É membro da Academia Nacional de Ciências dos Estados Unidos.

## Prêmios
- Prêmio Harold C. Urey de 1984
- Medalha Harry H. Hess de 1998[3]